# Святійший правлячий синод
Святійший правлячий синод, або Святійший урядуючий синод (рос. дореф. Святѣйшій Правительствующій Сѵнодъ, рос. Святейший правительствующий синод) — вищий орган церковно-державного управління Російською церквою в синодальний період (1721—1917 рр.).
Святійший синод був вищою адміністративною та судовою інстанцією Російської церкви. Йому належало право, зі схвалення верховної влади Російської імперії, відкривати нові кафедри, обирати і ставити єпископів на посади, встановлювати церковні свята та обряди, канонізувати святих, здійснювати цензуру щодо творів богословського, церковно-історичного та канонічного змісту. Йому належало право суду першої інстанції щодо єпископів, обвинувачених в скоєнні антиканонічних діянь, також Синод мав право виносити остаточні рішення зі шлюборозлучних справ, справ про зняття з духовних осіб сану, про віддання мирян анафемі; питання духовної просвіти народу також входили у відання Синоду.

## Історія
16 (27) жовтня 1700 року помер патріарх Адріан. Цар Петро I призначив утвореного «малоросійського» митрополита Рязанського Стефана (Яворського) екзархом, тобто охоронцем патріаршого престолу. З його компетенції Петро вилучив кадрові та адміністративні питання. 24 січня (4 лютого) 1701 року було відновлено «Монастирський приказ», ліквідований ще 19 (29) грудня 1677 року , у відання якого перейшло управління всіма церковними вотчинами.
В 1718 році Петро I виказав думку, що «для кращого наперед управління вважаю має бути зручним духовна колегія»; Петро I доручив псковському єпископові Феофану Прокоповичу скласти для майбутньої колегії Статут, що отримав назву Духовний Регламент.
Протягом 1720 р. відбулося підписання Регламенту (Устав) архієреями і архімандритами монастирів. 
25 січня (5 лютого) 1721 року документ було ухвалено.
14 (25) лютого 1721 року Духовна колегія, що отримала назву Святійшого урядуючого синоду, була офіційно відкрита[джерело?].
Іменним указом від 14 (25) січня 1725 року, «Монастирський приказ» було перетворено на Камер-контору.
За часів Катерини I Синод на деякий час перестав називатися «Урядуючим», а отримав назву «Духовний».
У 1888 р. став виходити журнал «Церковні відомості» (рос. Церковные ведомости), як офіційне друковане видання Святійшого Синоду.
До 1901 р. члени Синоду і присутні в Синоді при вступі на посаду повинні були складати присягу.
До 1 вересня 1742 р. Синод також був і єпархіальною владою для колишньої «Патріаршої області», перейменованої на «Синодальну».
У ведення Синоду були передані патріарші прикази: духовний, казенний і палацовий, перейменовані в синодальні, монастирський приказ, приказ церковних справ, канцелярія розкольницьких справ і друкарська контора. У Санкт-Петербурзі була заснована тивунська контора (рос. Тиунская Изба); в Москві — духовна дикастерія, канцелярія синодального правління, синодальна контора, приказ інквізиторських справ, канцелярія розкольницьких справ.
Всі установи Синоду були закриті протягом перших двох десятиліть його існування, крім синодальної канцелярії, московської синодальної контори і друкарської контори, що проіснували до 1917 року.
Члени Святішого синоду складу зимової сесії 1916/1917 років відіграли одну з провідних ролей в поваленні імператорської влади в Росії.

## Склад синоду
Спочатку, згідно Духовному регламенту, Синод складався з одинадцяти членів: президента, двох віце-президентів, чотирьох радників і чотирьох асесорів; в його склад входили архієреї, настоятелі монастирів і особи білого духовенства.
З 1726 р. президент Синоду став називатися пріоритетним членом, а інші — членами Святійшого синоду і просто присутніми.
Пізніше номенклатурний склад Синоду багаторазово змінювався. На початку XX ст. член Синоду отримував звання, що довічно залишалося за ним навіть в разі, якщо особа не брала участі ніколи на засіданні Синоду. До того ж митрополити Петербурзький, Київський, Московський, екзарх Грузії були, як правило, постійними членами Синоду, а митрополит Петербурзький з них майже завжди був пріоритетним членом Синоду.

## Головуючі члени

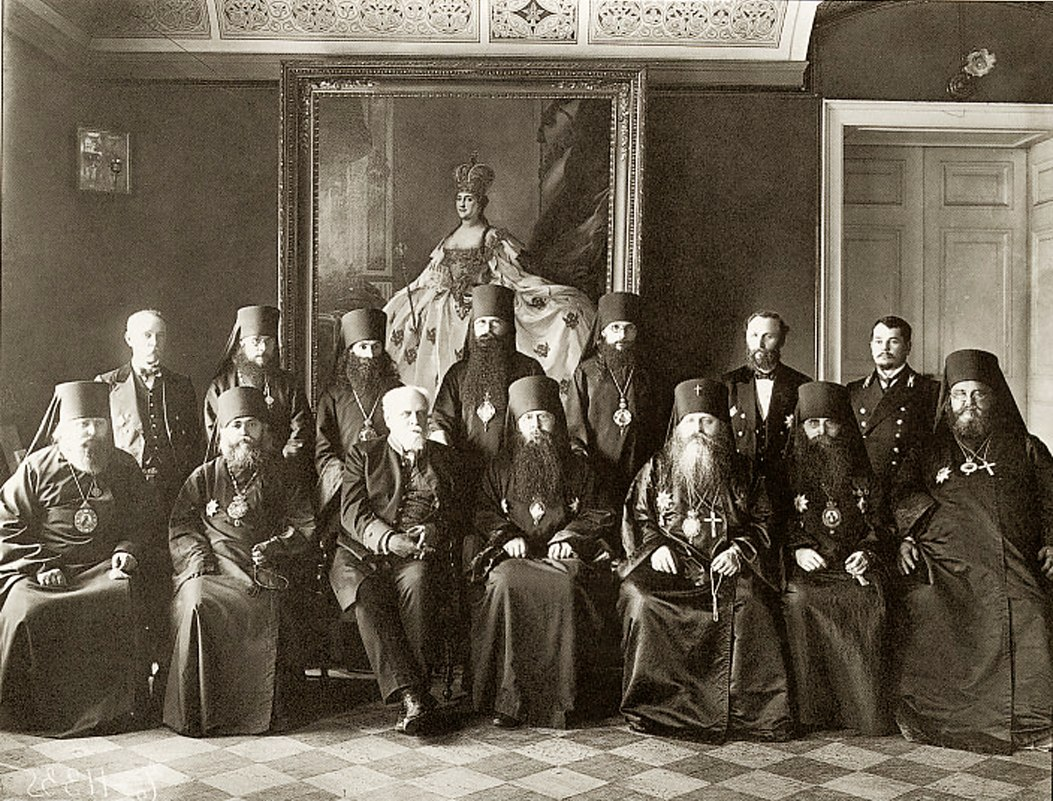
Група членів Святійшого синоду (26 липня 1911 р.)

- Стефан (Яворський)
- Феодосій (Яновський)
- Феофан Прокопович
- Амвросій (Юшкевич)
- Стефан (Калиновський)
- Платон (Малиновський)
- Сильвестр Кулябка
- Димитрій (Сеченов)
- Гавриїл (Кременецький)
- Гавриїл (Петров)
- Амвросій (Подобєдов)
- Михаїл Десницький
- Серафим Глаголевський
- Антоній (Рафальський)
- Ніканор Климентіївський
- Григорий (Постников)
- Ісидор (Нікольський)
- Палладій (Раєв-Писарев)
- Іоаннікій (Руднєв)
- Антоній (Вадковський)
- Володимир (Богоявленський)
- Платон (Рождественський)

## Правовий статус
Відповідно до Основних законів Російської імперії, Синод визначався як «соборний, що володіє в російській православній церкві всіма видами вищої влади і має зносини із закордонними православними церквами уряд, через який діє в церковному управлінні верховна самодержавна влада, котра його заснувала».
У такій якості був визнаний східними патріархами та іншими автокефальними церквами. Члени Святійшого урядуючого синоду призначалися імператором. Представником імператора в Синоді був Обер-прокурор Святійшого Синоду.
Після скасування Петром I (1701 р.) патріаршого управління церквою, з 1721 р. аж до серпня 1917 р. (номінально існував до 1 (14) лютого 1918 р.) заснований ним Святійший Правлячий Синод був вищим державним органом церковно-адміністративної влади в Російській імперії, що заміняв патріарха щодо загальноцерковних функцій та зовнішніх зносин, а також собори всіх єпископів помісної церкви, тобто Помісний собор.
Синод діяв від імені імператора Росії, розпорядження якого у церковних справах були остаточними і обов'язковими для Синоду.